# مسعى التنين 4
مسعى التنين 4: المرشدون (ドラゴンクエストIV 導かれし者たち دوراغون كويستو فو ميتشيبيكاريشي مونوتاتشي) في اليابان أو كما تعرف في الولايات المتحدة محارب التنين 4 (بالإنجليزية: Dragon Warrior IV)‏ هي لعبة فيديو تقمص الأدوار والإصدار الرابع من سلسلة مسعى التنين طورتها شونسوفت ونشرتها إنكس. أُصدرت في البداية لمنصة نينتندو إنترتينمنت سيستم في 11 فبراير 1990. أعادت هارتبيت إنتاجها لمنصة بلاي ستيشن. أعادت آرتيبياتسا إنتاجها ثانيةً لمنصة نينتندو دي إس في اليابان في 22 نوفمبر 2007. إصدار مبني على نسخة نينتندو دي إس قد أُصدر لمنصتي أندرويد و‌آي أو إس في 2014.
تختلف مسعى التنين 4 عن بقية السلسلة حيث تقسم القصة إلى خمسة فصول مستقلة، كل منها يركز على بطل مختلف أو عدة أبطال. الفصول الأربعة الأولى تحكي من منظور رفاق البطل المستقبليين والفصل الخامس - من منظور البطل - يجمع الشخصيات كلهم ليشرعوا رحلتهم لإنقاذ العالم. نسخة البلاي ستيشن أضافت فصلًا سادسًا، وقد بقى في نسخة نينتندو دي إس.

## وصلات خارجية
- (باليابانية)
- (باليابانية)
- (باليابانية)
- (باليابانية)
- مسعى التنين 4: مغامرة القطب الشمالي على موبي غيمز (بالإنجليزية)
- مسعى التنين 4: فصول المختارين على موبي غيمز (بالإنجليزية)